# 国内純生産
国内純生産（こくないじゅんせいさん、純国内総生産,  英：Net domestic product　略称：NDP ）は、国内総生産（GDP）から国の資本財の減価償却費・固定資本減耗を差し引いたもの   。
{\displaystyle GDP-D=NDP}
国内総生産(GDP) = NDP + 固定資産減耗
または
NDP = GDP - 固定資本減耗
純国内製品は、住宅、車両、または産業機械の劣化という形で1年間に消費された資本を占めている。考慮される減価償却は資本消費引当金と呼ばれることが多く、これらの減価償却済み資産を置き換えるために必要な資本の額を表している。 使い古された設備や陳腐化した設備の交換に使用される投資支出の一部である減価償却は、生産量のレベルを維持するために不可欠であるが、国の経済能力を向上させるものではないため、減価償却の増加により資本ストックを維持するためにより多くのお金が費やされたという事実の結果としてGDPが単純に成長したとしても、誰もが利益を上げたということにはならないとされる。 このため、一部のエコノミストによっては、NDPをGDPよりも社会的および経済的幸福をみるのに適した尺度と見なしている  。
国が減価償却によって失われた資本ストックを置き換えることができない場合GDPは低下するが、GDPとNDPの格差が拡大していることは資本財の陳腐化が進んでいること、格差が縮小していることは国内の資本ストックの状態が改善していることを意味し、資本の価値が下がる。したがって、GDPから切り離されてNDP取得がなされる。